# Flusso di cassa operativo
Il flusso di cassa operativo (in lingua inglese: Cash Flow From Operations [FCFO] o Operating Cash Flow [OCF] o Cash Flow From Operating Activities [CFO]) misura l'ammontare di cassa generato dalla gestione caratteristica di un business. Indica se un'azienda è in grado di generare abbastanza cassa per mantenere o incrementare le sue attività o se è meglio che faccia ricorso anche a fonti esterne di finanziamento .

## Calcolo
Il flusso di cassa operativo, secondo la scuola di Wharton, si calcola nel seguente modo:
| Voce                                                                | Corrispondente lingua inglese                                     |
| ------------------------------------------------------------------- | ----------------------------------------------------------------- |
| Margine Operativo Lordo (MOL)                                       | EBITDA                                                            |
| - Ammortamenti ed Accantonamenti =                                  | D&A                                                               |
| Reddito Operativo                                                   | EBIT                                                              |
| - Imposte sul Reddito Operativo                                     | Taxes                                                             |
| + Ammortamenti ed Accantonamenti                                    | D&A                                                               |
| ± Variazioni non finanziarie (Fondo TFR, Fondo rischi...)           |                                                                   |
| - Aumento Capitale Circolante Netto =                               | Working Capital                                                   |
| + Riduzione del Capitale Circolante Netto =                         | Working Capital                                                   |
| Flusso di cassa operativo                                           | Free Cash Flow from Operations (FCFO) o Operating Cash Flow (OCF) |
| + Disinvestimenti Operativi                                         |                                                                   |
| - Investimenti Operativi                                            |                                                                   |
| Unlevered Free Cash Flow (UFCF) o Free Cash Flow to the Firm (FCFF) |                                                                   |